# Źrebce (Sułów)
Źrebce ist ein Dorf in der Gemeinde Sułów im Powiat Zamojski. Es liegt auf einer Höhe von etwa 207 Metern über dem Meeresspiegel in der Woiwodschaft Lublin in Polen. Das Verwaltungszentrum der Gemeinde in Sułów ist etwa drei Kilometer in nordöstlicher Richtung von Źrebce entfernt. Die nächstgrößere Stadt ist Szczebrzeszyn und liegt etwa 8,5 Kilometer südöstlich vom Dorf. Haupteinnahmequelle der Einwohner ist die Landwirtschaft.